# Lah Bīd
Lah Bīd är en ort i Iran.   Den ligger i provinsen Khuzestan, i den centrala delen av landet, 400 km söder om huvudstaden Teheran. Lah Bīd ligger 2 705 meter över havet och antalet invånare är 106.
Terrängen runt Lah Bīd är varierad. Lah Bīd ligger uppe på en höjd.Runt Lah Bīd är det ganska glesbefolkat, med 26 invånare per kvadratkilometer. Närmaste större samhälle är Dehdez, 6,5 km söder om Lah Bīd. Omgivningarna runt Lah Bīd är i huvudsak ett öppet busklandskap.